# كبرياء اليانكيز (فلم)
كبرياء اليانكيز (بالإنجليزية: The Pride of the Yankees) هو فيلم دراما تم إنتاجه في الولايات المتحدة وصدر في سنة 1942.

## بطولة
- غاري كوبر
- والتر برينان
- بيب روث

### ترشيحات وجوائز
| السنة | الحدث  | الفئة     | النتيجة |
| ----- | ------ | --------- | ------- |
|       | أوسكار | أفضل فيلم | ترشـيـح |

## وصلات خارجية
- مقالات تستعمل روابط فنية بلا صلة مع ويكي بيانات